# Quando quando quando
Quando quando quando è un brano musicale scritto da Alberto Testa e composto da Tony Renis, e inciso e pubblicato da Renis nel 1962.

## Il brano

### Storia
Il brano fu presentato al Festival di Sanremo 1962 dallo stesso Renis, in doppia esibizione con Emilio Pericoli con la direzione d'orchestra e l'arrangiamento di Elvio Favilla. Ebbe anche un grande successo internazionale. Dotato di un ritmo samba, è semplicemente orecchiabile; ma la giuria gli assegna solo il quarto posto, mentre il Festival verrà vinto da Domenico Modugno e Claudio Villa con Addio, addio.
L'anno successivo, il duo Renis-Pericoli vincerà il Festival con Uno per tutte (Mogol-Testa-Renis), ma già immediatamente Quando quando quando raggiunse il successo. Sempre in quell'anno, Renis presentò Quando quando quando in versione samba a Canzonissima, vincendo la manifestazione.
Nel 1978, ne fu pubblicata una versione disco dal titolo Disco Quando, arrangiata da Vince Tempera e prodotta dallo stesso Renis per la Burbank, Home of Warner Bros. Records.

### Cover ed adattamenti
- 1962: Nando Star e gli Enigmisti, (Nuova Enigmistica Tascabile, N. 444)
- 1962: Quando quando, versione tedesca di Caterina Valente con Silvio Francesco (Decca), arrivato alla 9ª posizione in Germania Ovest
- 1964: Willy Alberti, cantante italo-olandese, album 25 jaar Willy Alberti successen
- 1978: Gianni Morandi, album Old Parade Morandi (RCA Italiana, PL 31415)
- 1978: Gene Ferrari & The Disco Roma Band, album Disco Italiano (Sunrise Music - SM-117)
- 1985: Ro.Bo.T., album Le più belle canzoni di Sanremo
- 1992: Ricchi e Poveri, album Allegro italiano
- 1992: Cuando cuando, versione spagnola di Gilberto Santa Rosa, con testo di Tito Rodriguez, pubblicato in Venezuela (Columbia Records, 3.99.192); album A dos tiempos de un tiempo (Sony Music, DCC80895), pubblicato in Venezuela, Colombia, Ecuador e Stati Uniti d'America
- 1992: Statuto, album Zighidà
- 2005: Michael Bublé feat. Nelly Furtado
- 2008: versione vietnamita, con il testo scritto dall'australiano Joseph Hieu
- 2009: Fergie feat. will.i.am, entrambi cantanti dei Black Eyed Peas

#### Versione inglese
Pat Boone, che ha inciso il brano nel 1962, in molti dischi è accreditato come l'autore del testo in inglese, tuttavia altre fonti, compresa il Songwriters Hall of Fame, indicano come autore il paroliere Ervin Drake. Il cantante ed attore americano aveva pubblicato il 45 giri, mantenendo il titolo italiano (con il sottotitolo Tell Me When), e mentre cantava ripeteva diverse volte la parola quando non tradotta. Dopo questa versione sono stati numerosi gli artisti che si sono cimentati sul pezzo. Fra questi Engelbert Humperdinck, i duetti del 2005 fra Nelly Furtado e Michael Bublé e del 2009 tra Fergie e will.i.am prodotto per la colonna sonora del film Nine.

### Nel cinema
La canzone è stata utilizzata come colonna sonora di tanti film, fra questi:
- Le massaggiatrici di Lucio Fulci
- Il sorpasso di Dino Risi
- The Blues Brothers di John Landis
- Stripes - Un plotone di svitati di Ivan Reitman
- Superman Returns di Bryan Singer
- Il mercante delle quattro stagioni di Rainer Werner Fassbinder
- Italians di Giovanni Veronesi
- Nine di Rob Marshall
- Letters to Juliet di Gary Winick

La canzone è stata utilizzata nel film statunitense The Blues Brothers del 1980, oltre che per la campagna pubblicitaria del 2008 per la Fiat Grande Punto, in cui veniva imitata una sequenza del film The Italian Job.

## 45 giri
Dopo il Festival, escono il singolo di Renis (pubblicato da La voce del padrone) contenente il brano, abbinato a Blu come lato B e quello di Pericoli (pubblicato dalla Ricordi) contenente il brano, abbinato a Sedici anni sempre come retro.